# Hypovoria hilaris
Hypovoria hilaris là một loài ruồi trong họ Tachinidae.